# Milda Valčiukaitė
Milda Valčiukaitė (Vilnius, 24 de maio de 1994) é uma remadora lituana, medalhista olímpica.

## Carreira
Valčiukaitė competiu nos Jogos Olímpicos de 2016, no Rio de Janeiro, conquistando a medalha de bronze na prova do skiff duplo ao lado de Donata Vištartaitė.